# 澳洲鶴
澳洲鶴（學名：Antigone rubicunda）是鹤科赤颈鹤属的物种，喉部有一塊黑色肉垂，腳的顏色為黑色。求偶時會跳舞。分佈於北澳和東南澳。
英文名“布罗佳”（Brolga）來自於澳洲傳說，一位名叫布罗佳的女孩因不願嫁酋長而與一少年私奔。最後在酋長的追逐下，變成兩隻灰色大鳥飛出。

## 历史和分类

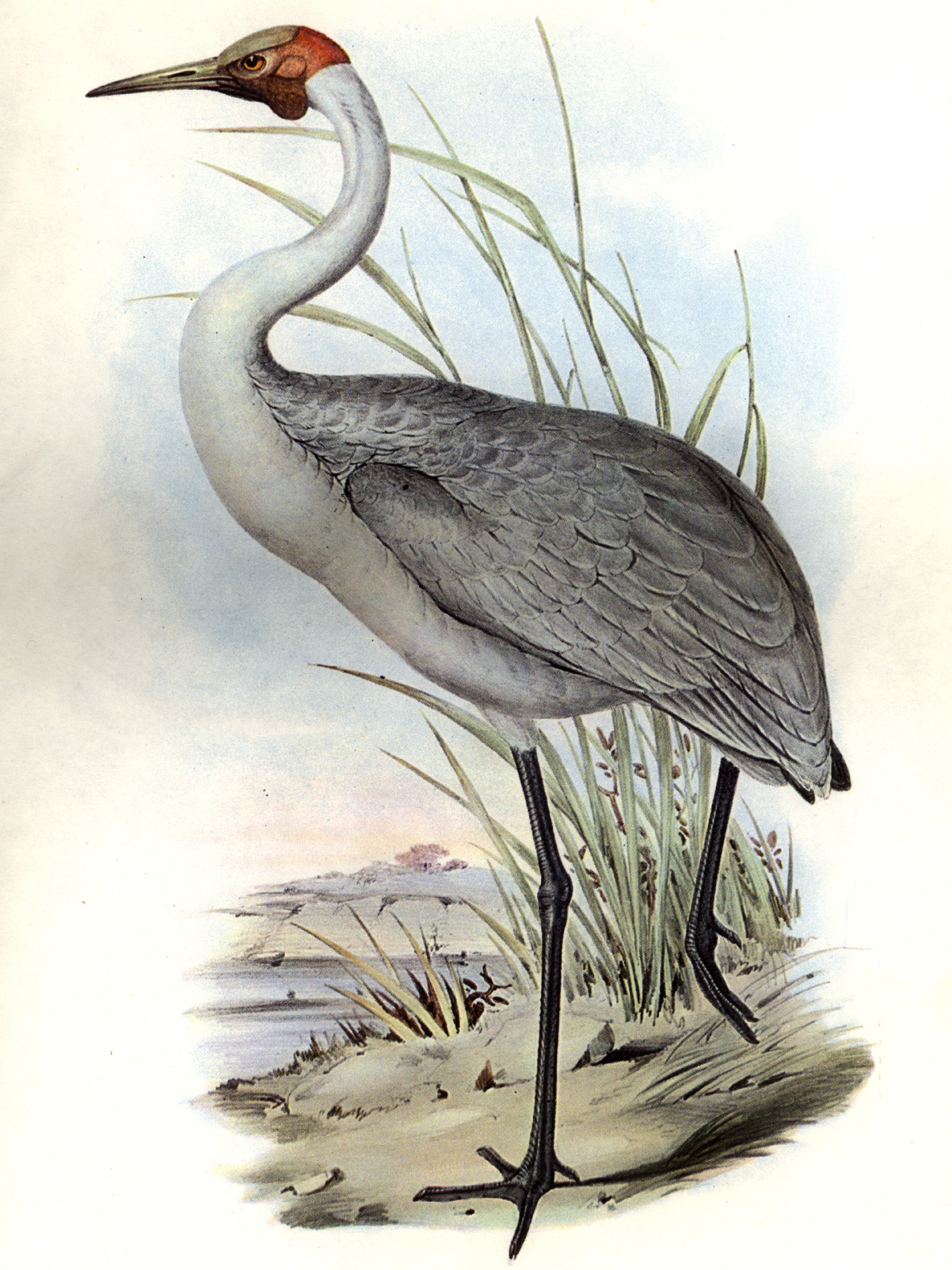
1865年约翰·古尔德为澳洲鹤做的插图

博物学家乔治·佩里于1810年首次描述了该物种，但是它被错误地归类到了鹭属（鹭属的知名物种包括苍鹭和白鹭）。其实它是鹤科的成员。1865年，鸟类学家约翰·古尔德曾记录过该物种，将其命名为“Grus australasianus”，通称澳大利亚鹤，并指出它广泛存在于澳大利亚北部和东部。他还介绍说这种鹤很容易被驯服，政治家詹姆斯·麦克阿瑟在卡姆登的住宅中就驯养了一对。1926年，澳大利亚皇家鸟类学家联盟决定用当地土著语卡米拉瑞语的命名该物种。
1976年，有专家指出，澳洲鹤、赤颈鹤和白枕鹤的鸣叫声存在相似性，能形成自然群体。后来的DNA分子系统发生学研究进一步证实了这一点。这一研究也证明了与澳洲鹤亲缘关系更近的其实是白枕鹤，而不是形態學上相似的赤颈鹤。
在之前的分类中，澳洲鹤属于鹤属。但2010年发表的一项分子系统发生学研究表明，鹤属是多系群的。所以，在之后对鹤科重新分类中，澳洲鹤、白枕鹤、赤颈鹤和沙丘鹤被移到了赤颈鹤属。赤颈鹤属这一分类最早由德国鸟类学家路德維希·賴興巴赫于1853年提出。
传统上，它一直被认为有两个亚种分化：A. r. argentea，即北澳洲鹤亚种，分布在西澳大利亚州、北領地和昆士兰州西部；A. r. rubicunda，即亚种，分布在新南威尔士州、巴布亚新几内亚、昆士兰州、南澳大利亚州和維多利亞州。这两个亚种在分布范围重合的地方逐渐合一。现在的鸟类学权威机构认为没有亚种，只是两组分布在不同栖息地的澳洲鹤适应了不同的环境，所以繁殖期的具体时间会有差异。

## 外形
澳洲鹤属大型鹤类，有细长的脖子和高跷般的腿。虽然雌性体型较小，但在外表上难以区分性别。澳洲鹤的头部除了纤细的黑羽毛外，其余部分裸露。头顶和额呈淡绿色，頭的两侧和後腦呈红色。喉部长有一悬挂着的黑色肉垂，腿和脚呈黑色。成年澳洲鹤的身高在0.7至1.3米之间，翼展在1.7至2.4米之间。成年雄性的体重略低于7千克，雌性略低于6千克。总体的重量范围在3.7至8.7千克之间。
澳洲鹤很容易与赤颈鹤混淆，后者的头部的红色会延伸到颈部，而澳洲鹤则仅限于头部。澳洲鹤的腿部是黑色而不是粉红色。除此之外，仅赤颈鹤分布于澳大利亚北部的一些较为分散的地区，澳洲鹤则广泛分布于澳大利亚。

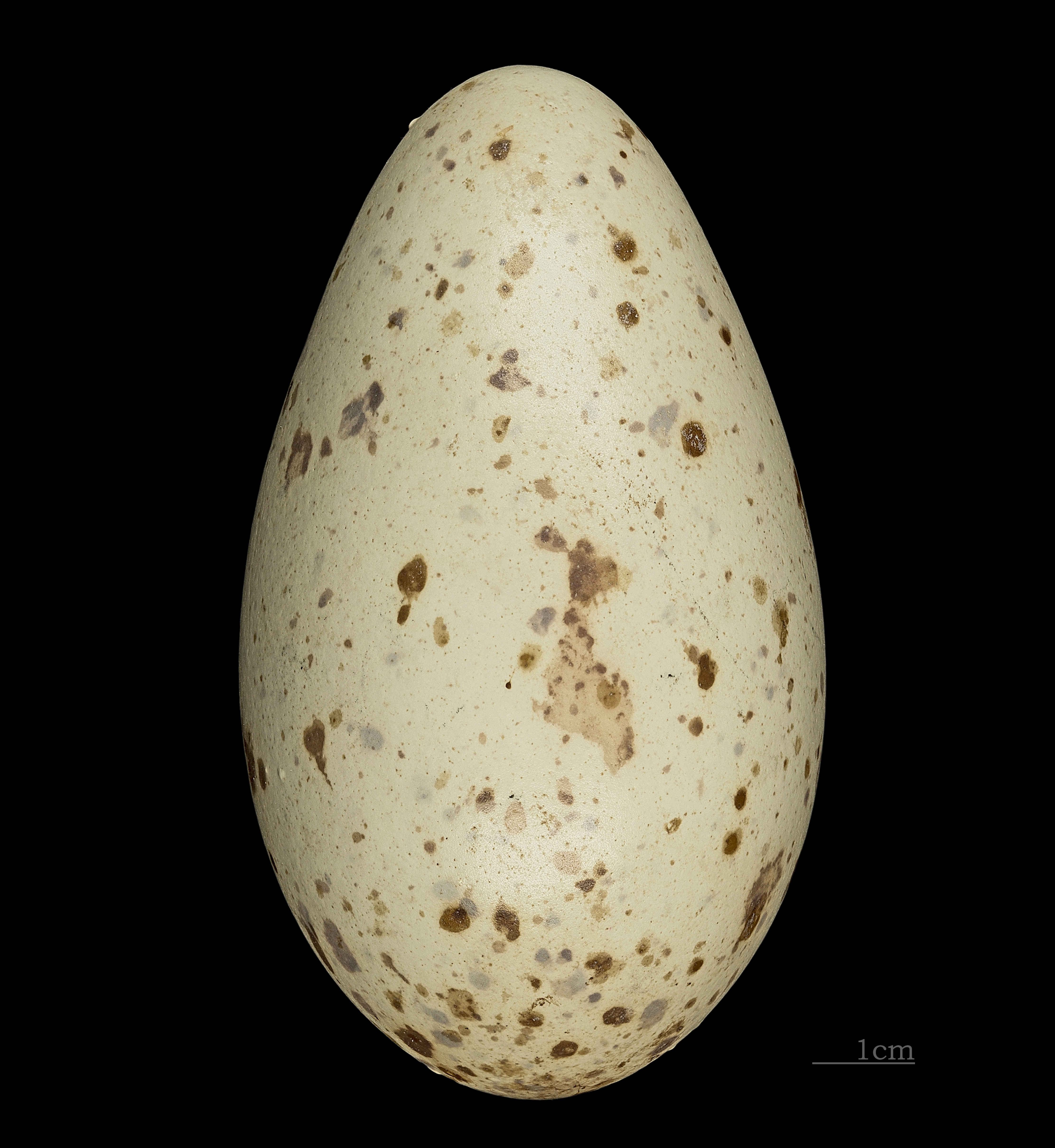
鸟蛋

## 图集

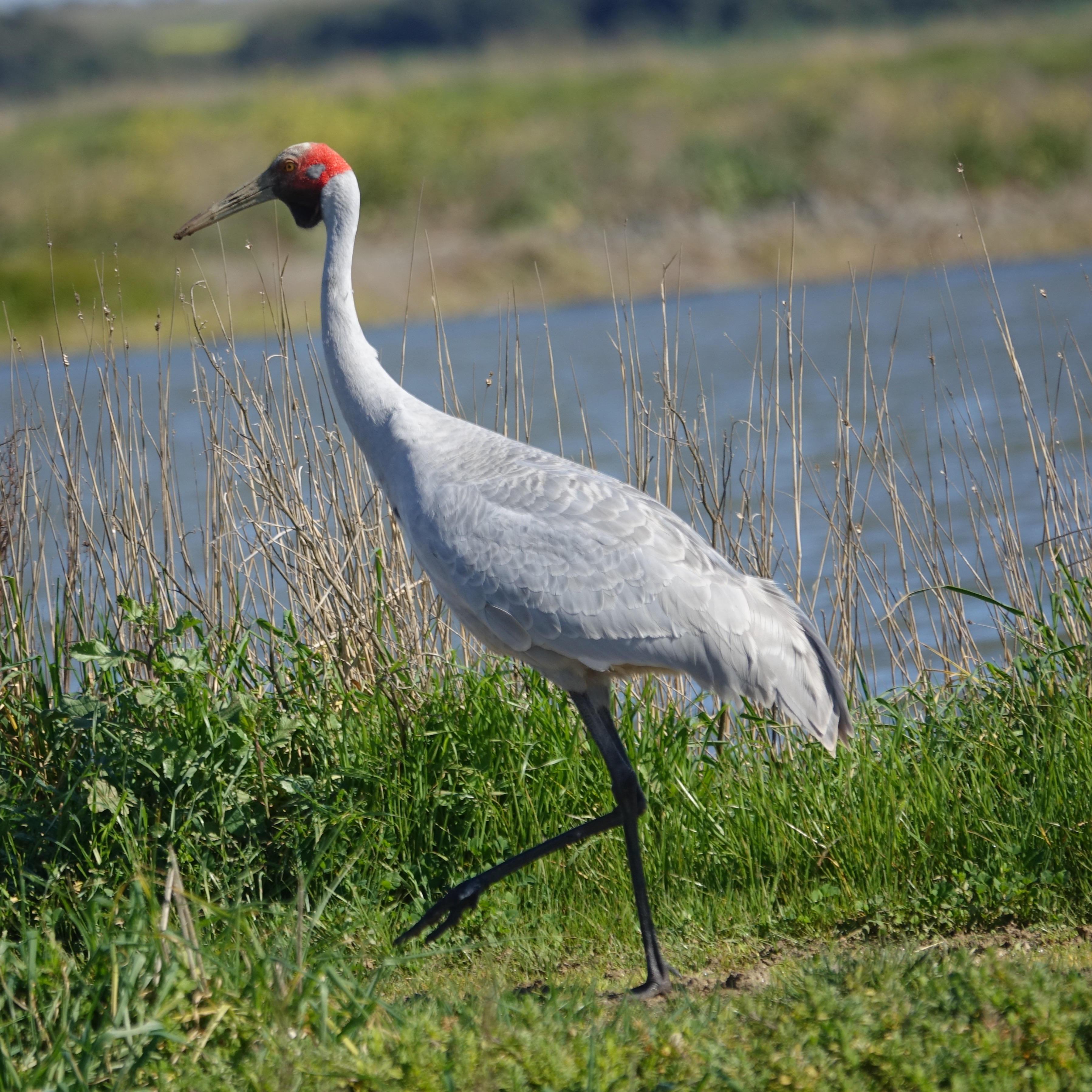
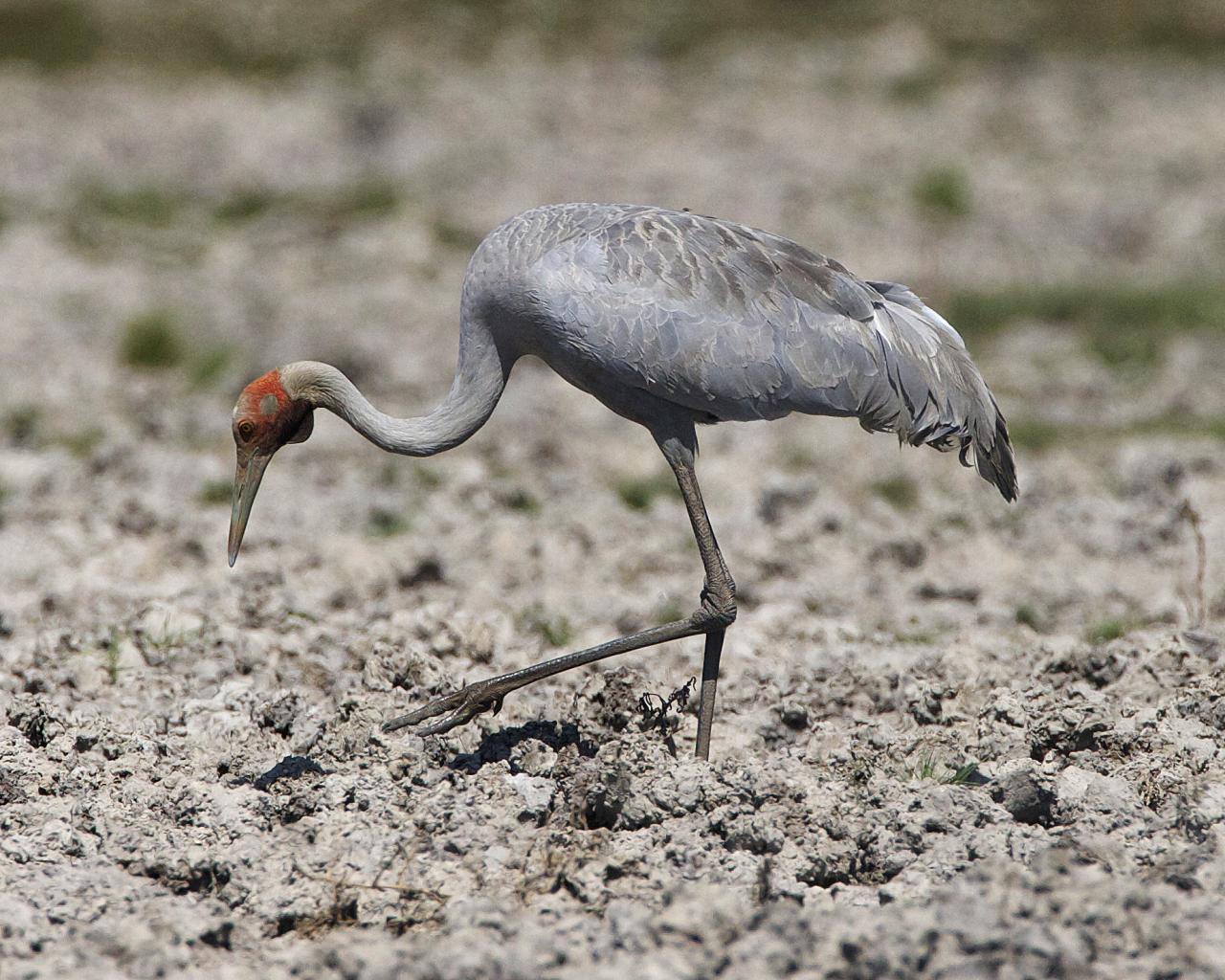
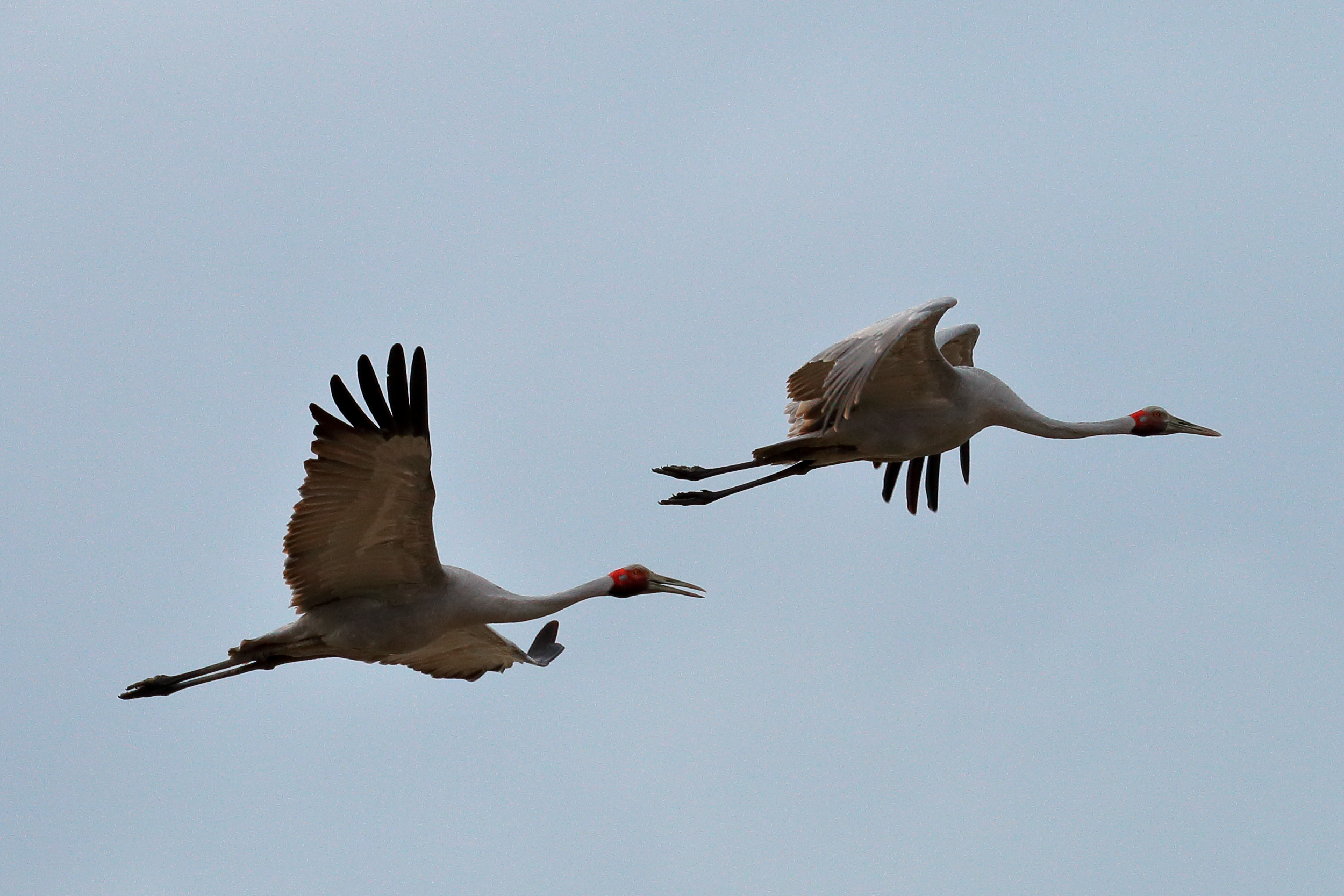
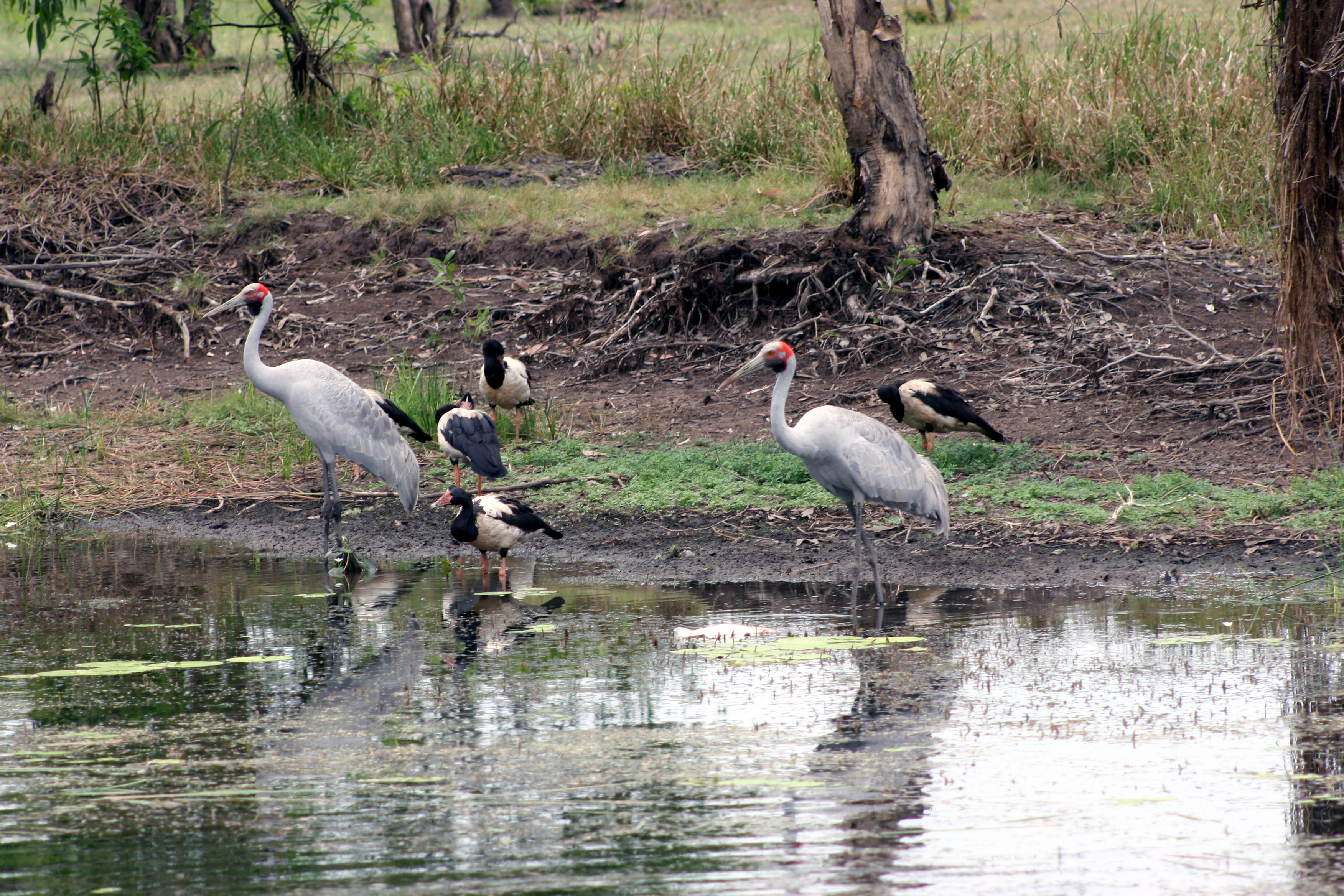